# Печище (Архангельская область)
Печище — деревня в Мезенском районе Архангельской области Российской Федерации. Входит в состав Зареченского сельского поселения (до 1 июня 2021 года Козьмогородского сельского поселения).
В подворных переписях XVII века (1623, 1646, 1647 и 1678 годы) упоминается «Малое Печище на реке Килзе».

## География
Печище расположено в центре Мезенского района на левому берегу мезенского рукава Печищенский Полой. Ниже Печища по течению находится деревня Кильце, к северо-востоку от Печища за островом Козьминская Голова на правом берегу реки Мезень находится деревня Козьмогородское (центр сельского поселения).

## Население
| 2002 | 2010 | 2012 |
| ---- | ---- | ---- |
| 8    | ↘3   | ↗7   |

### Карты
- Печище на карте Wikimapia Архивная копия от 21 ноября 2019 на Wayback Machine